# Dionizy Vogel
Dionizy Vogel ps. Gryf, Topór (ur. 21 marca 1896 w Troszczynie, zm. 19 lutego 1986 w Poznaniu) – polski żołnierz i powstaniec. Uczestnik I wojny światowej, powstania wielkopolskiego, wojny polsko-bolszewickiej, powstania śląskiego, II wojny światowej oraz podziemia antykomunistycznego. Podpułkownik Wojska Polskiego. Działacz spółdzielczy i narodowy. Członek Armii Krajowej i WiNu. Kawaler Orderu Virtuti Militari.

## Życiorys
Urodził się 21 marca 1896 we wsi Troszczyn koło Opalenicy w rodzinie Romana i Michaliny z domu Wojtkowiak.
Świadectwo dojrzałości uzyskał w 1915 we Wschowie. 15 lipca tego roku został wcielony do armii niemieckiej. Walczył na froncie francuskim, gdzie został ranny. 29 listopada 1917 został awansowany na podporucznika.
W 1919 wziął udział w powstaniu wielkopolskim, m.in. brał udział w zdobyciu Nowego Tomyśla. Pod Trzcielem zdobył niemiecki samolot bombowy, biorąc do niewoli jego załogę. Ponownie ranny zmuszony został do rezygnacji ze służby frontowej. W latach 1919–1920 brał udział w wojnie polsko-bolszewickiej na froncie białorusko-litewskim. Za wyprowadzenie z okrążenia pod Trokami dowodzonego przez siebie II batalionu został odznaczony Orderem Wojskowym Virtuti Militari V klasy. 20 lipca 1920 w walkach pod Grodnem został ranny. Od czerwca 1921 jako ochotnik wziął udział w III powstaniu śląskim. Przeniesiony do rezerwy 31 maja 1923 w stopniu kapitana.
Po zakończeniu służby wojskowej zamieszkał w Buku, gdzie kierował Spółdzielnią Rolniczo-Handlową „Rolnik”. W 1934 jako kapitan ze starszeństwem z dniem 1 czerwca 1919 zajmował 484. lokatę na liście starszeństwa oficerów pospolitego ruszenia piechoty. Pozostawał na ewidencji Powiatowej Komendy Uzupełnień Poznań Miasto z przydziałem mobilizacyjnym do Oficerskiej Kadry Okręgowej nr VII. Był „przewidziany do użycia w czasie wojny”.
Podczas okupacji hitlerowskiej został przesiedlony do Generalnego Gubernatorstwa. Działał w Armii Krajowej na terenie powiatu włoszczowskiego. Po rozwiązaniu AK nie ujawnił się. Wiosną 1945 powrócił do Buku i wznowił działalność spółdzielni rolniczej. Równolegle działał w konspiracji, w WiN. Za tę działalność został aresztowany a następnie skazany na 6 lat więzienia.
Więzienie opuścił 11 marca 1947 po warunkowym umorzeniu kary na podstawie amnestii. Od 1956 działacz Związku Powstańców Wielkopolskich oraz ZBoWiD.
18 grudnia 1968 został odznaczony Wielkopolskim Krzyżem Powstańczym. W uzasadnieniu napisano:

Kol. Vogel Dyonizy brał czynny udział z bronią w ręku w powstaniu wlkp. 1918/19, od 03.01.1919 roku w stopniu podporucznika, objął dowództwo oddziału powstańczego na odcinku frontowym pod Trzcielem. Oddział ten zdobył 1 samolot niemiecki wraz z załogą. Z powodu niezagojonych ran z I wojny światowej musiał opuścić dowództwo odcinka i objął komendę powiatu Nowy Tomyśl. Od 5.09.1919 był dowódcą baonu w 73 P. P. na froncie Wolsztyn - Kargowa - Zbąszyń. W wojsku polskim służył do maja 1923 roku, w stopniu kapitana. Udział w powstaniu wlkp. i służbę w wojsku polskim udokumentował zaświadczeniem Centralnego Arch. Wojsk. nr 3067 z dnia 18.07,1958 roku oraz zaświadczeniem wydanym przez dowódcę, ppłk. dypl. Józefa Skrzydlewskiego z dnia 7.12.1937, poświadczone przez Centralne Arch. Wojskowe z dnia 25.07.58 r. (...)

Zmarł 19 lutego 1986 w Poznaniu.
Dionizy Vogel był żonaty z Czesławą Mańczak, z którą miał troje dzieci: Teresę (ur. 1930), Marię (ur. 1932) i Marka (ur. 1941).

## Ordery i odznaczenia
- Krzyż Srebrny Orderu Wojskowego Virtuti Militari[7] nr 5977 – 6 grudnia 1922[4]